# Чаншунь (селище)
Чаншунь (кит. 长顺镇, пін. Chángshùn Zhèn) — містечко у КНР, адміністративний центр повіту Хуаде автономії Внутрішня Монголія.

## Географія
Чаншунь лежить на південному сході Монгольського плато.

### Клімат
Містечко знаходиться у зоні, котра характеризується вологим континентальним кліматом з теплим літом. Найтепліший місяць — липень із середньою температурою 18.9 °C (66 °F). Найхолодніший місяць — січень, із середньою температурою -16.7 °С (2 °F).
| Клімат Чаншуня          | Клімат Чаншуня | Клімат Чаншуня | Клімат Чаншуня | Клімат Чаншуня | Клімат Чаншуня | Клімат Чаншуня | Клімат Чаншуня | Клімат Чаншуня | Клімат Чаншуня | Клімат Чаншуня | Клімат Чаншуня | Клімат Чаншуня | Клімат Чаншуня |
| Показник                | Січ.           | Лют.           | Бер.           | Квіт.          | Трав.          | Черв.          | Лип.           | Серп.          | Вер.           | Жовт.          | Лист.          | Груд.          | Рік            |
| Абсолютний максимум, °C | 1              | 8              | 18             | 26             | 30             | 33             | 33             | 32             | 28             | 25             | 13             | 7              | 33             |
| Середній максимум, °C   | −11            | −5             | 2              | 11             | 18             | 23             | 25             | 23             | 17             | 11             | 0              | −7             | 9              |
| Середня температура, °C | −16            | −11            | −4             | 4              | 10             | 15             | 18             | 16             | 10             | 4              | −6             | −12            | 4              |
| Середній мінімум, °C    | −22            | −18            | −10            | −3             | 3              | 8              | 12             | 10             | 3              | −3             | −12            | −18            | −3             |
| Абсолютний мінімум, °C  | −33            | −32            | −28            | −10            | −8             | −2             | 7              | 2              | −7             | −13            | −26            | −32            | −33            |
| Норма опадів, мм        | 0              | 0              | 0              | 10             | 50             | 50             | 70             | 80             | 20             | 20             | 0              | 0              | 340            |
| Днів з дощем            | 1              | 2              | 1              | 2              | 7              | 5              | 7              | 8              | 2              | 3              | 0              | 1              | 45             |
| Вологість повітря, %    | 68             | 65             | 52             | 40             | 40             | 54             | 69             | 69             | 59             | 50             | 58             | 64             | 57             |
| ----------------------- | -------------- | -------------- | -------------- | -------------- | -------------- | -------------- | -------------- | -------------- | -------------- | -------------- | -------------- | -------------- | -------------- |
| Джерело: Weatherbase    |                |                |                |                |                |                |                |                |                |                |                |                |                |